# J. G. Anschütz
Pour les articles homonymes, voir Anschütz.
 (février 2017).
Si vous disposez d'ouvrages ou d'articles de référence ou si vous connaissez des sites web de qualité traitant du thème abordé ici, merci de compléter l'article en donnant les références utiles à sa vérifiabilité et en les liant à la section « Notes et références ».
J.G. Anschütz GmbH & Co. KG est un fabricant d'armes à feu basé à Ulm, en Allemagne, qui produit notamment des armes à feu à percussion annulaire ainsi que des fusils et pistolets à air comprimé (calibres .17, .22, 30-06[pas clair], et .177). Leurs fusils sont utilisés par de nombreux tireurs de compétition qui participent aux épreuves de tir à 50 m des Jeux olympiques d'été et des Jeux olympiques d'hiver de biathlon.
La société J.G. Anschütz est également le principal actionnaire du fabricant autrichien d'armes à feu Steyr Sportwaffen GmbH[réf. nécessaire].